# Pierre de Polignac
Pierre av Monaco, hertig av Valentinois, född 24 oktober 1895 i Hennebont, död 10 november 1964 i Paris, var far till Rainier III av Monaco. Han var en främjare av konst, musik och litteratur i Monaco och tjänstgjorde som chef för landets delegation till FN:s organisation för utbildning, vetenskap och kultur (UNESCO) och till Internationella olympiska kommittén.

## Bakgrund och uppväxt
Greve Pierre Marie Xavier Raphaël Antoine Melchior de Polignac föddes på Château de Kerscamp, Hennebont, Morbihan i Frankrike. Han var fjärde son och yngsta barn till greve Maxence Melchior Edouard Marie Louis de Polignac (1857–1936) och hans mexikanskfödda hustru Susana Mariana Estefanía Francisca de Paula del Corazón de Jesús de la Torre y Mier (1858–1913), som han gifte sig med i Paris 1881. Den mexikanska politikern Ignacio de la Torre y Mier var Pierres morbror. Pierre var medlem av en kadettgren av huset Polignac, en av Frankrikes mest kända hertigfamiljer, adlig sedan åtminstone 1100-talet, hertig 1780, fransk adlig 1817.
Pierre var ättling till Marie Antoinettes gunstling, Yolande de Polastron, hertiginna av Polignac. Pierre var veteran från första världskriget och hade umgåtts i konstnärliga sociala kretsar i Frankrike och blivit god vän med Marcel Proust och Jean Cocteau.

## Prins
Pierre gifte sig borgerligt den 19 mars och religiöst den 20 mars 1920 i Monaco med prinsessan Charlotte av Monaco, den utomäktenskapliga men adopterade dottern till Ludvig II av Monaco med Marie Juliette Louvet. Han ändrade sitt namn och vapensköld till de som huset Grimaldi bar genom en monegaskisk förordning utfärdad den 18 mars 1920, dagen före sitt bröllop. Den 29 februari 1920 hade han blivit undersåte till den suveräne fursten av Monaco, också genom en monegaskisk förordning. Från och med dagen för det religiösa bröllopet refererade hovet i Monaco till honom, jure uxoris, som hertig av Valentinois. Den 20 maj 1919 hade hans hustru fått denna titel som presumtiv tronföljare. Hans efternamn och vapen ändrades genom en förordning kort efter att han blivit monegaskisk medborgare, för att säkerställa att hans dynastiska avkomma skulle bära efternamnet Grimaldi i enlighet med artikel I i Monacos lag. Pierre förblev i tronföljden till den franska titeln hertig av Polignac, liksom hans legitima manliga ättlingar.

## Medborgerlig roll
Till en början inledde paret ett nytt kulturfokus i furstendömet som konstmecenater. Sergej Djagilev och prinsen kom överens om att ekonomisk sponsring av den förstnämndas danstrupp, Ballets Russes, erbjöd ett lämpligt sätt att höja Pierres nationella prestige och furstendömets internationella prestige. År 1922 skrev Société des bains de mer de Monaco (SBM), familjen Blancs företag med licens att driva Monacos kasinon, kontrakt med impressarion och hans dansare för att bli Monte Carlos inhemska balettkår, vilket så småningom gav semesterorten internationellt rykte för underhållning bortom spel.
År 1926 anlitade Pierre pressagenten Elsa Maxwell för att förbättra bilden av furstendömet. Hon genomförde en medieoperation för att ändra furstendömets rykte från att vara en "inomhusplats" med tjusiga spelbord och midnattsservering för rika vuxna till en familjeorienterad utomhusplats, som erbjöd rymliga badhytter vid stranden, golf, en cirkus och, 1929, Monacos första Grand Prix. Pierre övertalade sin svärfar att låta landets gator årligen omvandlas till en bilbana för evenemanget.
Samtidigt som den ökade turisttrafiken ökade SBM:s vinst 1928 till 98 miljoner franska franc, drev den också upp medborgarnas och arbetarnas krav på reformer, vilket Ludvig II fördömde offentligt, samtidigt som Pierre delegerades att träffa ledarna för det nationella rådet, vars alla medlemmar avgick det året i protest. Den 24 mars 1929 stormade 600 monegasker palatset och fick Pierre att förhandla med dem och lägga fram sina krav på konstitutionella och arbetsrättsliga reformer för monarken, som gick med på nyval och andra eftergifter som föregrep revolutionen.
År 1953 var han en av de kungliga gästerna vid kröningen av drottning Elizabeth II som representant för sin son, fursten av Monaco. 

## Äktenskap och familj
Enligt James Lees-Milne, en brittisk författare och vän till Pierre, komplicerades hans olyckliga arrangerade äktenskap av hans homosexualitet och prinsessan Charlottes affärer. I mitten av 1920-talet separerade paret inofficiellt.
Prins Pierre och prinsessan Charlotte separerades den 20 mars 1930 i Paris, och i ett mål med titeln "Princesse héréditaire Grimaldi de Monaco c. Prince Pierre Grimaldi de Polignac" skildes de genom en förordning av prins Ludvig II den 18 februari 1933. Skilsmässan bekräftades av en domstol i Paris i december samma år. En tidningsartikel rapporterade att "Föreningen upphörde ... under omständigheter som föranledde den temperamentsfulle svärfadern att svära att han skulle kalla in den monegaskiska armén om prinsen någonsin satte sin fot i furstendömet igen." Förvisningen från Monaco hävdes i april 1933 och prins Pierre fick därefter en livränta på 500 000 franc om året.
Han och hans fru fick två barn:
- Antoinette av Monaco, baronessa av Massy (1920–2011)
- Rainier III av Monaco (1923–2005)

## Död
Prins Pierre avled den 10 november 1964 i cancer på American Hospital i Neuilly-sur-Seine, Paris, Frankrike.
Tidskriften Life beskrev 1947 prins Pierre som "en smal och graciös galant som bär sin kappa över axlarna. Hans sätt är utsökt; hans röst är så kultiverad att den är praktiskt taget ohörbar".

## Utmärkelser
- : Storofficer av Hederslegionen[19]
- : Storkorset av Italienska republikens förtjänstorden[20]
- : Storofficer av Karl den heliges orden[21]
- : Kommendör med stora korset av Nordstjärneorden – 1923[22]